# Helene Arnet
Helene Arnet (* 2. Juli 1959 in Zürich) ist eine Schweizer Historikerin, Journalistin und Autorin.

## Leben
Helene Arnet ist die Tochter von Fritz Arnet (1923–2008), Stadtrat in Schlieren von 1976 bis 1990, und von Lena Arnet-Brunner (1928–2018). Sie besuchte die Primarschule bei Werner von Aesch, Mitgründer des Cabaret Rotstifts und Gründer des bekannten Kinderchors Schlieremer Chind, wo Helene Arnet von 1969 bis 1972 mitsang. Im Zoo-Lied «I de Nacht» ist sie als Solistin zu hören.
Ab 1972 besuchte sie die Kantonsschulen Hohe Promenade und Limmattal. Von 1979 bis 1985 studierte sie Geschichte und Deutsche Literatur an der Universität Zürich. Anschliessend war sie bis 1995 als Geschichtslehrerin an der Kantonsschule Limmattal und als freie Journalistin und Redaktorin bei der Limmat-Zeitung und beim Limmattaler Tagblatt tätig.
1993 promovierte sie mit einer Arbeit über das Kloster Fahr im Mittelalter. Von 1995 bis 2000 war Helene Arnet Redaktorin beim Tagblatt der Stadt Zürich und beim Zürich Express. Seit 2001 arbeitet sie als zeichnende Redaktorin und Journalistin beim Zürcher Tages-Anzeiger vorwiegend im Ressort Zürich. Neben Beiträgen über aktuelle politische Ereignisse berichtet sie oft über kulturhistorische und naturwissenschaftliche Themen mit Bezug zum Alltag. Im Herbst 2005 erhielt sie zusammen mit drei Kollegen den BZ-Preis für Lokaljournalismus (seit 2011 Swiss Press Award) für eine fünfteilige Serie zum Thema «Was Zürich bewegt».
Von 1991 bis 2005 war Helene Arnet Mitglied der Kulturkommission Dietikon. 1995 half sie bei der Erarbeitung des Konzepts des Stadtmagazins Dietikon, das sie danach bis zu seiner Einstellung 2012 redaktionell unterstützte. Von 2001 bis 2003 begleitete sie die Erarbeitung der Stadtgeschichte Dietikon. Sie moderiert regelmässig Gesprächsrunden und Podien und ist Mitverfasserin und Autorin mehrerer Bücher. Helene Arnet lebt in Dietikon. Sie ist verheiratet mit dem Wirtschaftswissenschaftler Urs Fischbacher und hat einen Sohn.

## Publikationen
- Das Kloster Fahr im Mittelalter: Mundus in gutta (= Mitteilungen der Antiquarischen Gesellschaft. 62). Zürich 1995.
- Aufstieg und Fall des Klosters St. Ursula in Aarau. In: Aarauer Neujahrsblätter 1996. S. 111–130.
- Aarau. In: Helvetia Sacra. IV/5. Die Dominikanerinnen und Dominikaner in der Schweiz. Basel 1999, S. 515–529.
- mit Tilla Theus, Tomas Jung, Stephan Corsten: Krone Dietikon. Vergangenheit Zukunft. Dietikon 2010.
- Die Brückenbauerin. Die Geschichte und die Geschichten der Hélène Vuille. Gockhausen 2016.
- Fahr. Beitrag im Historischen Lexikon der Schweiz HLS, 2017.[8]
- Ulrich von Hutten. Ein fremder Gast, der ewig blieb. In: Ufnau. Herausgegeben vom Kloster Einsiedeln. 2020, S. 79–85.
- Mit Gottvertrauen im Gepäck. Die Baldegger Schwester Gaudentia in Papua-Neuguinea. Hier und Jetzt, Verlag für Kultur und Geschichte, Zürich 2020, ISBN 978-3-03919-515-2.
- mit Bruno Meier und Urs Tremp. Das Limmattal. Hinschauen statt durchfahren. Hier und Jetzt, Zürich 2022, ISBN 978-3-03919-994-5.
- mit Denise Schmid, Mira Imhof, Susanne Vögeli (Hrsg.): Das Kochbuch der Kittin von 1699. Hier und Jetzt, Zürich 2023, ISBN 978-3-03919-568-8.